# Лоренцаго ди Кадоре
Лоренцаго ди Кадоре (итал. Lorenzago di Cadore) је насеље у Италији у округу Белуно, региону Венето.
Према процени из 2011. у насељу је живело 553 становника. Насеље се налази на надморској висини од 890 м.

## Становништво
Према резултатима пописа становништва 2011. у општини је живело 567 становника.
| 1951. | 1961. | 1971. | 1981. | 1991. | 2001. | 2011. |
| ----- | ----- | ----- | ----- | ----- | ----- | ----- |
| 775   | 726   | 675   | 677   | 646   | 578   | 567   |